# Touka-Bayel
Pour les articles homonymes, voir Touka (homonymie).
Touka-Bayel est une localité située dans le département de Dori de la province de Séno dans la région Sahel au Burkina Faso.